# رودريغو لومباردي
رودريغو لومباردي (بالإنجليزية: Rodrigo Lombardi) هو ممثل برازيلي من مواليد 28 يونيو 1979. اشتهر بأدواره في المسلسلات التلفزيونية، أهمها أبرزها جسور الهوى - حب في الهند وأسرار إينجل رفقة الممثلة كاميلا كويروز وأغاثا موريرا.

## وصلات خارجية
- رودريغو لومباردي على موقع IMDb (الإنجليزية)
- رودريغو لومباردي على موقع روتن توميتوز (الإنجليزية)
- رودريغو لومباردي على موقع ألو سيني (الفرنسية)
- رودريغو لومباردي على موقع قاعدة بيانات الفيلم (الإنجليزية)
- رودريغو لومباردي على موقع كينوبويسك (الروسية)